# Arctornis oranaphtha
Arctornis oranaphtha är en fjärilsart som beskrevs av Holloway 1999. Arctornis oranaphtha ingår i släktet Arctornis och familjen tofsspinnare. Inga underarter finns listade i Catalogue of Life.